# Norah Vincent
Norah Mary Vincent (Detroit, 20 september 1968 - 6 juli 2022) was een Amerikaanse schrijfster en journaliste. Ze was wekelijks columnist voor de Los Angeles Times en driemaandelijks columnist over politiek en cultuur voor het Amerikaanse homonieuwsmagazine The Advocate. Ze was columnist voor The Village Voice en Salon.com. Haar werk verscheen in The New Republic, The New York Times, New York Post, The Washington Post en andere periodieken. Ze kreeg in 2006 bijzondere aandacht met haar boek Self-Made Man (Onder Mannen), waarin ze haar ervaringen beschreef toen ze achttien maanden als man leefde en concludeerde dat het een privilege is om een vrouw te zijn.

## Onder Mannen
Vincents boek Onder Mannen (originele titel: Self-Made Man) uit 2006 gaat over een achttien maanden durend experiment begin jaren 2000, waarin ze zich vermomde als een man in en in de staten rondom haar woonplaats New York. Ze sloot zich aan bij een bowlingclub voor alleen mannen, sloot zich aan bij een therapiegroep voor mannen, ging naar een stripclub, had dates met vrouwen (geholpen door haar lesbische geaardheid) en gebruikte haar kennis als afvallige katholiek om monniken in een klooster te bezoeken.
Vincent schreef dat ze als buitensporig vrouwelijk werd beschouwd tijdens haar periode als man. Haar alter ego, Ned, werd bij verschillende gelegenheden als homoseksueel gezien. Kenmerken die als stoer werden ervaren toen ze zich als vrouw presenteerde, werden als vreemd verwijfd ervaren toen ze zich als man presenteerde. Vooral tijdens het daten werd haar duidelijk hoe strak vrouwen daarin de touwtjes in handen hebben. Het interessante van Neds datingervaringen is vooral dat hij voortdurend het gevoel heeft dat hij zich moet verdedigen. Al met al worden er in Onder mannen vele vooroordelen over mannen weggepoest, met name dat mannen het zo eenvoudig hebben.
Vincent beweerde dat ze zich sinds het experiment beter bewust was van de voordelen van vrouw-zijn en de nadelen van man-zijn. Hij zei: "Ik vind het echt fijn om vrouw te zijn (...) Ik vind het nu leuker omdat ik denk dat het een privilege is om vrouw te zijn."
Vincent verklaarde ook dat ze meer sympathie en begrip had gekregen voor mannen en de mannelijke conditie: "Mannen lijden. Ze hebben andere problemen dan vrouwen, maar ze hebben het niet beter. Ze hebben onze sympathie nodig, ze hebben onze liefde nodig, en ze hebben elkaar meer nodig dan wat dan ook. Ze moeten samen zijn."

## Ander werk
Vincent schreef later nog drie boeken: Voluntary Madness (2008), Thy Neighbor (2012) en Adeline (2015).

## Privé
Vincent werd geboren in Detroit, groeide deels op in Londen en studeerde later filosofie in Boston, Ze is kortstondig getrouwd geweest met Kristen Erickson. Op 6 juli 2022 overleed ze in Zwitserland op 53 jarige leeftijd door suicide, daarbij geholpen in een speciale kliniek.